# Прогресс мировых рекордов на дистанции 1500 метров вольным стилем у женщин в 25-метровом бассейне
Прогресс мировых рекордов на дистанции 1500 метров вольным стилем у женщин в 25-метровом бассейне— эта статья включает в себя прогрессию мирового рекорда и показывает хронологическую историю мировых рекордов в плавании вольным стилем на дистанции 1500 метров среди женщин в 25-метровом бассейне. Первый мировой рекорд в плавании у мужчин в 25-метровом бассейне был зарегистрирован Международной Федерацией плавания ФИНА в 1988 году. У женщин — лучшее время в мире на этой дистанции было официально зарегистрировано в 1982 году.
Плавание вольным стилем означает, что участнику на дистанции разрешается плыть любым способом, исключением являются комплексное плавание и комбинированная эстафета, где вольный стиль — это любой другой способ, кроме плавания на спине, брасса и баттерфляя. Пловец должен коснуться стенки какой-либо частью своего тела при завершении каждого отрезка дистанции и на финише. Любая часть тела пловца должна разрывать поверхность воды во время заплыва, за исключением разрешения пловцу быть полностью погруженным под водой во время поворота и на расстоянии не более 15 м после старта и каждого поворота. В этой точке голова спортсмена должна разорвать поверхность воды.
Обвал мировых рекордов в плавании в 2008/2009 совпал с введением полиуретановых костюмов от Speedo (LZR, 50% полиуретана) в 2008 году и Arena (X-Glide), Adidas (Hydrofoil) и итальянского производителя плавательных костюмов Jaked (все 100% полиуретана) в 2009 году. Запрет ФИНА на плавательный костюм из полиуретана вступил в силу в январе 2010 года.

Прогресс мировых рекордов на дистанции 1500 метров вольным стилем у женщин в 25-метровом бассейне
| Номер | Время    |    | Имя              | Национальность | Дата               | Соревнование                          | Место                          | Прим.         |
| ----- | -------- | -- | ---------------- | -------------- | ------------------ | ------------------------------------- | ------------------------------ | ------------- |
|       | 15:43.31 |    | Петра Шнайдер    | ГДР            | 10 января 1982 г.  | Чемпионат NCAA                        | Гейнсвилл, США                 | [ 5 ] [ 6 ]   |
| 1     | 15:42.39 |    | Лор Маноду       | Франция        | 20 ноября 2004 г.  | Региональная встреча                  | Ла-Рош-сюр-Йон, Франция        | [ 7 ] [ 8 ]   |
| 2     | 15:32.90 |    | Кейт Зиглер      | США            | 12 октября 2007 г. | Alex Athletics Jubiläums Challenge    | Эссен, Германия                | [ 9 ] [ 8 ]   |
| 3     | 15:28.65 | зв | Лотте Фрийс      | Дания          | 29 ноября 2009 г.  | Официальный заплыв на побитие рекорда | Копенгаген, Дания              | [ 10 ] [ 11 ] |
| 4     | 15:26.95 |    | Мирейя Бельмонте | Испания        | 29 ноября 2013 г.  | Чемпионат Испании                     | Кастельон-де-ла-Плана, Испания | [ 12 ]        |
| 5     | 15:22.68 |    | Лорен Бойл       | Новая Зеландия | 9 августа 2014 г.  | Зимний чемпионат Веллингтона          | Веллингтон, Новая Зеландия     | [ 13 ]        |
| 6     | 15:19.71 |    | Мирейя Бельмонте | Испания        | 12 декабря 2014 г. | Чемпионат Испании                     | Сабадель, Испания              | [ 14 ]        |
| 7     | 15:18.01 |    | Сара Кёлер       | Германия       | 16 ноября 2019 г.  | Чемпионат Германии                    | Берлин, Германия               | [ 15 ]        |
| 8     | 15:08.24 |    | Кэти Ледеки      | США            | 29 декабря 2022    | Кубок мира                            | Торонто, Канада                | [ 16 ]        |

Условные обозначения: # — рекорд ожидает ратификации в FINA; 
Рекорды в стадиях: к — квалификация; пф — полуфинал; э — 1-й этап эстафеты; эк −1-й этап эстафеты квалификация; б — финал Б; † — в ходе более длинного заплыва; зв — заплыв на время.